# Parorchestia gowerensis
Parorchestia gowerensis is een vlokreeftensoort uit de familie van de Talitridae. De wetenschappelijke naam van de soort is voor het eerst geldig gepubliceerd in 1967 door Bousfield.